# Yves Daniel
Pour le coureur cycliste français, voir Yves Daniel (cyclisme). Pour les articles homonymes, voir Daniel.
Yves Daniel, né le 31 juillet 1954 à Mouais (France), est un homme politique français.
Membre du Parti socialiste de 2010 à 2017, puis de La République en marche, il est conseiller général puis départemental de la Loire-Atlantique de 1998 à 2012, occupant notamment le poste de vice-président, et député de 2012 à 2022 de la sixième circonscription de la Loire-Atlantique.

## Biographie
Yves Daniel rejoint le Parti socialiste à l'âge de 14 ans.
Candidat aux élections cantonales en 1998, Yves Daniel succède à Michel Hunault au poste de conseiller général. Réélu en 2004, Patrick Mareschal lui confie une vice-présidence à l’Aménagement du territoire, à l’Habitat et aux Transports. Après sa réélection en 2011, Philippe Grosvalet le nomme vice-président aux Mobilités, c’est-à-dire des transports et des infrastructures routières. À la suite de son élection comme député, il démissionne de son mandat de conseiller général qui revient alors à sa suppléante, Viviane Lopez.
Investi par le PS pour les élections législatives de 2012 dans la 6e circonscription de Loire-Atlantique Yves Daniel bat Michel Hunault, député sortant, avec 52,68 % des voix.
Il est membre de la commission des Affaires économiques et de la commission des Affaires européennes.
Lors des élections législatives de 2017 Yves Daniel rejoint La République en marche, le parti d'Emmanuel Macron,. Il est réélu au second tour avec 61,79 % des voix face au candidat des Républicains Alain Hunault.
En juillet 2019, il vote contre la ratification de l'Accord économique et commercial global, dit CETA, s'inquiétant des conséquences du traité sur le réchauffement climatique, ainsi que des déséquilibres qu'il entraînerait au niveau du commerce international et de son impact sur l'agriculture nationale.
Il annonce en mars 2022 qu'il ne se présentera pas aux élections législatives de juin, et qu'il met fin à sa carrière politique.